# Петров, Дмитрий Владимирович (хоккеист)
Дмитрий Владимирович Петров (род. 2 октября 1985, Вологда) — российский хоккеист нападающий.

## Биография
Воспитанник ярославского «Локомотива». Карьеру провёл в командах низших лиг России «Локомотив-2» Ярославль (2002/03 — 2004/05),
«Капитан» Ступино (2005/06, 2007/08), «Молот-Прикамье» Пермь (2006/07), «Лада-2» Тольятти (2008/09). 11 октября 2008 года сыграл единственный матч в КХЛ — в составе «Лады» в гостях против «Атланта» (0:3).
Бронзовый призёр чемпионата мира среди юниоров 2003.